# Месть пастора
«Месть пастора» — кинофильм. Иногда даётся под названием «Духовенство мести».

## Сюжет
Пастор Дэвид Миллер вместе с семьёй готовился к посадке на рейс в римском аэропорту. Террористы из движения патриотов ближнего Востока, решили угнать самолет в Дамаск. Они устроили перестрелку и перебили пару десятков пассажиров.
Убиты дочь и жена пастора. Одержимый жаждой мести, он отправляется за помощью к полковнику Фримэну, своему бывшему «вьетнамскому» командиру…